# Radiație activă fotosintetic
Radiația activă fotosintetic este intervalul spectral de lungimi de undă care e folosit de organismele fotosintetizante in procesul de fotosinteză.